# Liga de Campeones de la Concacaf 2012-13
La Liga de Campeones de la Concacaf 2012-13 fue la quinta edición en la historia de la Liga de Campeones de la Concacaf. En la primera fase participaron veinticuatro equipos formando ocho grupos de tres equipos cada uno. El campeón del certamen fue el Club de Fútbol Monterrey por tercera vez consecutiva, que además logró la clasificación a la Copa Mundial de Clubes de la FIFA 2013.
El formato de esta edición era diferente a las anteriores. Los equipos fueron acomodados en los bombos del sorteo de una manera distinta, ya que no podían quedar en el mismo grupo equipos del mismo país o clubes de México y Estados Unidos, y el formato de la competencia consistió en ocho grupos conformados por tres clubes cada uno y el líder de cada uno clasificó a cuartos de final.

## Equipos participantes
| País                     | Equipo                                                            | Vía de clasificación |
| ------------------------ | ----------------------------------------------------------------- | --- |
| Estados Unidos 4 cupos   | Los Angeles Galaxy Seattle Sounders Houston Dynamo Real Salt Lake | Campeón de la MLS Cup 2011 y ganador de la MLS Supporters' Shield Campeón de la Lamar Hunt U.S. Open Cup 2011 Subcampeón de la MLS Cup 2011 Tercer lugar de la tabla general de la MLS Cup 2011  |
| México 4 cupos           | Tigres UANL Santos Laguna CD Guadalajara CF Monterrey             | Campeón del Torneo Apertura 2011 Campeón del Torneo Clausura 2012 y subcampeón del Torneo Apertura 2011 1º Lugar de la Fase Regular del Torneo Apertura 2011 Subcampeón del Torneo Clausura 2012 |
| El Salvador 3 cupos      | Isidro Metapán CD Águila CD FAS                                   | Campeón del Torneo Apertura 2011 Campeón del Torneo Clausura 2012 Tercer lugar en tabla acumulada 2011-12                                                                                        |
| Costa Rica 2 cupos       | LD Alajuelense CS Herediano                                       | Campeón del Torneo Invierno 2011 Campeón del Torneo Verano 2012 |
| Guatemala 2 cupos        | CSD Municipal Xelajú MC                                           | Campeón Apertura 2011 Campeón Clausura 2012 |
| Honduras 2 cupos         | CD Olimpia CD Marathón                                            | Campeón del Torneo Apertura 2011 y Clausura 2012 1º Lugar de la Tabla general de la Temporada 2011-2012                                                                                          |
| Panamá 2 cupos           | Chorrillo FC Tauro FC                                             | Campeón del Torneo Apertura 2011 Campeón del Torneo Clausura 2012 |
| Trinidad y Tobago 2 cupo | Caledonia AIA W Connection                                        | Campeón Campeonato de Clubes de la CFU 2012 Subcampeón Campeonato de Clubes de la CFU 2012 |
| Canadá 1 cupo            | Toronto FC                                                        | Campeón Campeonato Canadiense 2012 |
| Nicaragua 1 cupo         | Real Estelí FC                                                    | Campeón general de la Temporada 2011-2012 |
| Puerto Rico 1 cupo       | Puerto Rico Islanders                                             | Tercer lugar Campeonato de Clubes de la CFU 2012 |

- Belice no tendrá cupo en la Liga de Campeones de la Concacaf 2012-2013 debido a no contar con infraestructura con los reglamentos requeridos para la participación en dicha competición, por lo que esta plaza pasa a El Salvador [1]

## Localía de los equipos
Distribución geográfica de las sedes de los equipos participantes

## Sorteo
El sorteo está constituido por tres bombos de ocho equipos cada uno, en la realización del sorteo no pueden quedar equipos de la misma confederación o equipos de México, Estados Unidos, Canadá, El Salvador, Honduras, Costa Rica, Guatemala, Nicaragua, Panamá, Puerto Rico y Trinidad y Tobago.
| Fase de grupos | Fase de grupos     | Fase de grupos | Fase de grupos        |
| Bombo A        | Bombo A            | Bombo A        | Bombo A               |
| -------------- | ------------------ | -------------- | --------------------- |
| Tigres         | Los Angeles Galaxy | Herediano      | Xelajú MC             |
| Santos         | Seattle Sounders   | Olimpia        | Chorrillo             |
| Bombo B        |                    |                |                       |
| Guadalajara    | Houston Dynamo     | Alajuelense    | Isidro Metapán        |
| Monterrey      | Real Salt Lake     | Marathón       | Toronto FC            |
| Bombo C        |                    |                |                       |
| FAS            | Municipal          | Tauro          | Real Estelí           |
| Águila         | Caledonia AIA      | W Connection   | Puerto Rico Islanders |

## Fase de grupos

### Grupo 1
| Equipo        | Pts. | PJ | PG | PE | PP | GF | GC | Dif |
| ------------- | ---- | -- | -- | -- | -- | -- | -- | --- |
| Santos Laguna | 12   | 4  | 4  | 0  | 0  | 13 | 1  | +12 |
| Toronto       | 6    | 4  | 2  | 0  | 2  | 9  | 5  | +4  |
| Águila        | 0    | 4  | 0  | 0  | 4  | 1  | 17 | -16 |

| Fecha            | Lugar        | Local         | Resultado | Visitante     |
| ---------------- | ------------ | ------------- | --------- | ------------- |
| 1 de agosto      | Toronto      | Toronto       | 5:1       | Águila        |
| 21 de agosto     | Torreón      | Santos Laguna | 5:0       | Águila        |
| 28 de agosto     | Toronto      | Toronto       | 1:3       | Santos Laguna |
| 19 de septiembre | San Salvador | Águila        | 0:4       | Santos Laguna |
| 25 de septiembre | San Salvador | Águila        | 0:3       | Toronto       |
| 24 de octubre    | Torreón      | Santos Laguna | 1:0       | Toronto       |

### Grupo 2
| Equipo         | Pts. | PJ | PG | PE | PP | GF | GC | Dif |
| -------------- | ---- | -- | -- | -- | -- | -- | -- | --- |
| Herediano      | 10   | 4  | 3  | 1  | 0  | 4  | 1  | +3  |
| Real Salt Lake | 7    | 4  | 2  | 1  | 1  | 3  | 1  | +2  |
| Tauro          | 0    | 4  | 0  | 0  | 4  | 1  | 6  | -5  |

| Fecha            | Lugar          | Local          | Resultado | Visitante      |
| ---------------- | -------------- | -------------- | --------- | -------------- |
| 31 de julio      | La Sabana      | Herediano      | 1:0       | Real Salt Lake |
| 21 de agosto     | Salt Lake City | Real Salt Lake | 2:0       | Tauro          |
| 30 de agosto     | Panamá         | Tauro          | 0:1       | Herediano      |
| 18 de septiembre | Panamá         | Tauro          | 0:1       | Real Salt Lake |
| 25 de septiembre | Heredia        | Herediano      | 2:1       | Tauro          |
| 23 de octubre    | Salt Lake City | Real Salt Lake | 0:0       | Herediano      |

### Grupo 3
| Equipo         | Pts | PJ | PG | PE | PP | GF | GC | Dif |
| -------------- | --- | -- | -- | -- | -- | -- | -- | --- |
| Houston Dynamo | 8   | 4  | 2  | 2  | 0  | 9  | 3  | +6  |
| Olimpia        | 5   | 4  | 1  | 2  | 1  | 6  | 4  | +2  |
| FAS            | 3   | 4  | 1  | 0  | 3  | 3  | 11 | -8  |

| Fecha            | Lugar          | Local          | Resultado | Visitante      |
| ---------------- | -------------- | -------------- | --------- | -------------- |
| 2 de agosto      | San Pedro Sula | Olimpia        | 3:0       | FAS            |
| 22 de agosto     | San Salvador   | FAS            | 1:3       | Houston Dynamo |
| 30 de agosto     | Tegucigalpa    | Olimpia        | 1:1       | Houston Dynamo |
| 20 de septiembre | Houston        | Houston Dynamo | 4:0       | FAS            |
| 27 de septiembre | San Salvador   | FAS            | 2:1       | Olimpia        |
| 23 de octubre    | Houston        | Houston Dynamo | 1:1       | Olimpia        |

### Grupo 4
| Equipo           | Pts. | PJ | PG | PE | PP | GF | GC | Dif |
| ---------------- | ---- | -- | -- | -- | -- | -- | -- | --- |
| Seattle Sounders | 12   | 4  | 4  | 0  | 0  | 12 | 5  | +7  |
| Marathón         | 4    | 4  | 1  | 1  | 2  | 5  | 7  | -2  |
| Caledonia AIA    | 1    | 4  | 0  | 1  | 3  | 3  | 8  | -5  |

| Fecha            | Lugar          | Local            | Resultado | Visitante        |
| ---------------- | -------------- | ---------------- | --------- | ---------------- |
| 2 de agosto      | Seattle        | Seattle Sounders | 3:1       | Caledonia AIA    |
| 22 de agosto     | San Fernando   | Caledonia AIA    | 0:0       | Marathón         |
| 30 de agosto     | San Fernando   | Caledonia AIA    | 1:3       | Seattle Sounders |
| 19 de septiembre | San Pedro Sula | Marathón         | 2:3       | Seattle Sounders |
| 26 de septiembre | San Pedro Sula | Marathón         | 2:1       | Caledonia AIA    |
| 24 de octubre    | Seattle        | Seattle Sounders | 3:1       | Marathón         |

### Grupo 5
| Equipo                | Pts. | PJ | PG | PE | PP | GF | GC | Dif |
| --------------------- | ---- | -- | -- | -- | -- | -- | -- | --- |
| Los Angeles Galaxy    | 10   | 4  | 3  | 1  | 0  | 12 | 4  | +8  |
| Puerto Rico Islanders | 4    | 4  | 1  | 1  | 2  | 4  | 7  | -3  |
| Metapán               | 3    | 4  | 1  | 0  | 3  | 7  | 12 | -5  |

| Fecha            | Lugar       | Local                 | Resultado | Visitante             |
| ---------------- | ----------- | --------------------- | --------- | --------------------- |
| 1 de agosto      | Metapán     | Isidro Metapán        | 3:1       | Puerto Rico Islanders |
| 23 de agosto     | Los Ángeles | Los Angeles Galaxy    | 5:2       | Isidro Metapán        |
| 29 de agosto     | Los Ángeles | Los Angeles Galaxy    | 4:0       | Puerto Rico Islanders |
| 19 de septiembre | Bayamón     | Puerto Rico Islanders | 0:0       | Los Angeles Galaxy    |
| 27 de septiembre | Bayamón     | Puerto Rico Islanders | 3:0       | Metapán               |
| 25 de octubre    | Metapán     | Isidro Metapán        | 2:3       | Los Angeles Galaxy    |

### Grupo 6
| Equipo      | Pts. | PJ | PG | PE | PP | GF | GC | Dif |
| ----------- | ---- | -- | -- | -- | -- | -- | -- | --- |
| Tigres      | 8    | 4  | 2  | 2  | 0  | 12 | 3  | +9  |
| Alajuelense | 7    | 4  | 2  | 1  | 1  | 4  | 7  | -3  |
| Real Estelí | 1    | 4  | 0  | 1  | 3  | 1  | 7  | -6  |

| Fecha            | Lugar     | Local       | Resultado | Visitante   |
| ---------------- | --------- | ----------- | --------- | ----------- |
| 1 de agosto      | Monterrey | Tigres      | 4:0       | Real Estelí |
| 22 de agosto     | Alajuela  | Alajuelense | 2:2       | Tigres      |
| 28 de agosto     | Estelí    | Real Estelí | 0:1       | Alajuelense |
| 18 de septiembre | Estelí    | Real Estelí | 1:1       | Tigres      |
| 26 de septiembre | Alajuela  | Alajuelense | 1:0       | Real Estelí |
| 24 de octubre    | Monterrey | Tigres      | 5:0       | Alajuelense |

### Grupo 7
| Equipo    | Pts. | PJ | PG | PE | PP | GF | GC | Dif |
| --------- | ---- | -- | -- | -- | -- | -- | -- | --- |
| Monterrey | 12   | 4  | 4  | 0  | 0  | 15 | 0  | +15 |
| Municipal | 6    | 4  | 2  | 0  | 2  | 4  | 6  | -2  |
| Chorrillo | 0    | 4  | 0  | 0  | 4  | 2  | 15 | -13 |

| Fecha            | Lugar               | Local     | Resultado | Visitante |
| ---------------- | ------------------- | --------- | --------- | --------- |
| 31 de julio      | Monterrey           | Monterrey | 5:0       | Chorrillo |
| 23 de agosto     | Panamá              | Chorrillo | 1:2       | Municipal |
| 29 de agosto     | Ciudad de Guatemala | Municipal | 0:1       | Monterrey |
| 20 de septiembre | Ciudad de Guatemala | Municipal | 2:1       | Chorrillo |
| 25 de septiembre | Monterrey           | Monterrey | 3:0       | Municipal |
| 23 de octubre    | Panamá              | Chorrillo | 0:6       | Monterrey |

### Grupo 8
| Equipo       | Pts. | PJ | PG | PE | PP | GF | GC | Dif |
| ------------ | ---- | -- | -- | -- | -- | -- | -- | --- |
| Xelajú       | 7    | 4  | 2  | 1  | 1  | 7  | 6  | +1  |
| Guadalajara  | 7    | 4  | 2  | 1  | 1  | 7  | 3  | +4  |
| W Connection | 2    | 4  | 0  | 2  | 2  | 5  | 10 | -5  |

| Fecha            | Lugar          | Local        | Resultado | Visitante    |
| ---------------- | -------------- | ------------ | --------- | ------------ |
| 2 de agosto      | Marabella      | W Connection | 2:2       | Xelajú       |
| 21 de agosto     | Quetzaltenango | Xelajú       | 1:0       | Guadalajara  |
| 29 de agosto     | Guadalajara    | Guadalajara  | 4:0       | W Connection |
| 18 de septiembre | Quetzaltenango | Xelajú       | 3:2       | W Connection |
| 26 de septiembre | Marabella      | W Connection | 1:1       | Guadalajara  |
| 25 de octubre    | Guadalajara    | Guadalajara  | 2:1       | Xelajú       |

### Equipos clasificados
| N.º | Equipo             | Pts | PJ | PG | PE | PP | GF | GC | Dif |
| --- | ------------------ | --- | -- | -- | -- | -- | -- | -- | --- |
| 1   | Monterrey          | 12  | 4  | 4  | 0  | 0  | 15 | 0  | +15 |
| 2   | Santos Laguna      | 12  | 4  | 4  | 0  | 0  | 13 | 1  | +12 |
| 3   | Seattle Sounders   | 12  | 4  | 4  | 0  | 0  | 12 | 5  | +7  |
| 4   | Los Angeles Galaxy | 10  | 4  | 3  | 1  | 0  | 12 | 4  | +8  |
| 5   | Herediano          | 10  | 4  | 3  | 1  | 0  | 4  | 1  | +3  |
| 6   | Tigres             | 8   | 4  | 2  | 2  | 0  | 12 | 3  | +9  |
| 7   | Houston Dynamo     | 8   | 4  | 2  | 2  | 0  | 9  | 3  | +6  |
| 8   | Xelajú             | 7   | 4  | 2  | 1  | 1  | 7  | 6  | +1  |

## Fase final
|  | Cuartos de final                                                | Cuartos de final                                                | Cuartos de final                                                | Cuartos de final                                                | Cuartos de final                                                |   |   | Semifinales                                                   | Semifinales                                                   | Semifinales                                                   | Semifinales                                                   | Semifinales                                                   |  |   | Final                                                | Final                                                | Final                                                | Final                                                | Final                                                |  |
|  | 5 al 7 de marzo de 2013 (ida) 12 y 13 de marzo de 2013 (vuelta) | 5 al 7 de marzo de 2013 (ida) 12 y 13 de marzo de 2013 (vuelta) | 5 al 7 de marzo de 2013 (ida) 12 y 13 de marzo de 2013 (vuelta) | 5 al 7 de marzo de 2013 (ida) 12 y 13 de marzo de 2013 (vuelta) | 5 al 7 de marzo de 2013 (ida) 12 y 13 de marzo de 2013 (vuelta) |   |   | 2 y 3 de abril de 2013 (ida) 9 y 10 de abril de 2013 (vuelta) | 2 y 3 de abril de 2013 (ida) 9 y 10 de abril de 2013 (vuelta) | 2 y 3 de abril de 2013 (ida) 9 y 10 de abril de 2013 (vuelta) | 2 y 3 de abril de 2013 (ida) 9 y 10 de abril de 2013 (vuelta) | 2 y 3 de abril de 2013 (ida) 9 y 10 de abril de 2013 (vuelta) |  |   | 24 de abril de 2013 (ida) 1 de mayo de 2013 (vuelta) | 24 de abril de 2013 (ida) 1 de mayo de 2013 (vuelta) | 24 de abril de 2013 (ida) 1 de mayo de 2013 (vuelta) | 24 de abril de 2013 (ida) 1 de mayo de 2013 (vuelta) | 24 de abril de 2013 (ida) 1 de mayo de 2013 (vuelta) |  |
|  |                                                                 |                                                                 |                                                                 |                                                                 |                                                                 |   |   |                                                               |                                                               |                                                               |                                                               |                                                               |  |   |                                                      |                                                      |                                                      |                                                      |                                                      |  |
|  |                                                                 |                                                                 |                                                                 |                                                                 |                                                                 |   |   |                                                               |                                                               |                                                               |                                                               |                                                               |  |   |                                                      |                                                      |                                                      |                                                      |                                                      |  |
|  | 1                                                               | Monterrey                                                       | 3                                                               | 1                                                               | 4                                                               |   |   |                                                               |                                                               |                                                               |                                                               |                                                               |  |   |                                                      |                                                      |                                                      |                                                      |                                                      |  |
|  | 1                                                               | Monterrey                                                       | 3                                                               | 1                                                               | 4                                                               |   |   |                                                               |                                                               |                                                               |                                                               |                                                               |  |   |                                                      |                                                      |                                                      |                                                      |                                                      |  |
|  | 8                                                               | Xelajú                                                          | 1                                                               | 1                                                               | 2                                                               |   |   |                                                               |                                                               |                                                               |                                                               |                                                               |  |   |                                                      |                                                      |                                                      |                                                      |                                                      |  |
|  | 8                                                               | Xelajú                                                          | 1                                                               | 1                                                               | 2                                                               |   | 1 | Monterrey                                                     | 2                                                             | 1                                                             | 3                                                             |                                                               |  |   |                                                      |                                                      |                                                      |                                                      |                                                      |  |
|  |                                                                 |                                                                 |                                                                 |                                                                 |                                                                 |   | 1 | Monterrey                                                     | 2                                                             | 1                                                             | 3                                                             |                                                               |  |   |                                                      |                                                      |                                                      |                                                      |                                                      |  |
|  |                                                                 |                                                                 | 4                                                               | Los Angeles Galaxy                                              | 1                                                               | 0 | 1 |                                                               |                                                               |                                                               |                                                               |                                                               |  |   |                                                      |                                                      |                                                      |                                                      |                                                      |  |
|  | 4                                                               | Los Angeles Galaxy                                              | 4                                                               | Los Angeles Galaxy                                              | 1                                                               | 0 | 1 | 0                                                             | 4                                                             | 4                                                             |                                                               |                                                               |  |   |                                                      |                                                      |                                                      |                                                      |                                                      |  |
|  | 4                                                               | Los Angeles Galaxy                                              |                                                                 |                                                                 |                                                                 |   |   |                                                               |                                                               | 4                                                             |                                                               |                                                               |  |   |                                                      |                                                      |                                                      |                                                      |                                                      |  |
|  | 5                                                               | Herediano                                                       | 0                                                               | 1                                                               | 1                                                               |   |   |                                                               |                                                               |                                                               |                                                               |                                                               |  |   |                                                      |                                                      |                                                      |                                                      |                                                      |  |
|  | 5                                                               | Herediano                                                       | 0                                                               | 1                                                               | 1                                                               |   |   |                                                               |                                                               |                                                               |                                                               |                                                               |  | 1 | Monterrey                                            | 0                                                    | 4                                                    | 4                                                    |                                                      |  |
|  |                                                                 |                                                                 |                                                                 |                                                                 |                                                                 |   |   |                                                               |                                                               |                                                               |                                                               |                                                               |  | 1 | Monterrey                                            | 0                                                    | 4                                                    | 4                                                    |                                                      |  |
|  |                                                                 |                                                                 | 2                                                               | Santos                                                          | 0                                                               | 2 | 2 |                                                               |                                                               |                                                               |                                                               |                                                               |  |   |                                                      |                                                      |                                                      |                                                      |                                                      |  |
|  | 2                                                               | Santos                                                          | 2                                                               | Santos                                                          | 0                                                               | 2 | 2 | 0                                                             | 3                                                             | 3                                                             |                                                               |                                                               |  |   |                                                      |                                                      |                                                      |                                                      |                                                      |  |
|  | 2                                                               | Santos                                                          |                                                                 |                                                                 |                                                                 |   |   |                                                               |                                                               | 3                                                             |                                                               |                                                               |  |   |                                                      |                                                      |                                                      |                                                      |                                                      |  |
|  | 7                                                               | Houston Dynamo                                                  | 1                                                               | 0                                                               | 1                                                               |   |   |                                                               |                                                               |                                                               |                                                               |                                                               |  |   |                                                      |                                                      |                                                      |                                                      |                                                      |  |
|  | 7                                                               | Houston Dynamo                                                  | 1                                                               | 0                                                               | 1                                                               |   | 2 | Santos                                                        | 1                                                             | 1                                                             | 2                                                             |                                                               |  |   |                                                      |                                                      |                                                      |                                                      |                                                      |  |
|  |                                                                 |                                                                 |                                                                 |                                                                 |                                                                 |   | 2 | Santos                                                        | 1                                                             | 1                                                             | 2                                                             |                                                               |  |   |                                                      |                                                      |                                                      |                                                      |                                                      |  |
|  |                                                                 |                                                                 | 3                                                               | Seattle Sounders                                                | 0                                                               | 1 | 1 |                                                               |                                                               |                                                               |                                                               |                                                               |  |   |                                                      |                                                      |                                                      |                                                      |                                                      |  |
|  | 3                                                               | Seattle Sounders                                                | 3                                                               | Seattle Sounders                                                | 0                                                               | 1 | 1 | 0                                                             | 3                                                             | 3                                                             |                                                               |                                                               |  |   |                                                      |                                                      |                                                      |                                                      |                                                      |  |
|  | 3                                                               | Seattle Sounders                                                |                                                                 |                                                                 |                                                                 |   |   |                                                               |                                                               | 3                                                             |                                                               |                                                               |  |   |                                                      |                                                      |                                                      |                                                      |                                                      |  |
|  | 6                                                               | Tigres                                                          | 1                                                               | 1                                                               | 2                                                               |   |   |                                                               |                                                               |                                                               |                                                               |                                                               |  |   |                                                      |                                                      |                                                      |                                                      |                                                      |  |
|  | 6                                                               | Tigres                                                          | 1                                                               | 1                                                               | 2                                                               |   |   |                                                               |                                                               |                                                               |                                                               |                                                               |  |   |                                                      |                                                      |                                                      |                                                      |                                                      |  |
|  |                                                                 |                                                                 |                                                                 |                                                                 |                                                                 |   |   |                                                               |                                                               |                                                               |                                                               |                                                               |  |   |                                                      |                                                      |                                                      |                                                      |                                                      |  |

### Cuartos de final

#### Seattle Sounders - Tigres UANL
| 6 de marzo de 2013 | Tigres UANL | 1:0 (0:0) | Seattle Sounders | Estadio Universitario, Monterrey                                                |                                                                                 |
|                    | Pulido 74'  | Reporte   |                  | Asistencia: 32.810 espectadores Árbitro(s): Jeffrey Solís Calderón (Costa Rica) | Asistencia: 32.810 espectadores Árbitro(s): Jeffrey Solís Calderón (Costa Rica) |

| 12 de marzo de 2013 | Seattle Sounders                       | 3:1 (0:1) | Tigres UANL   | CenturyLink Field, Seattle                                              |                                                                         |
|                     | Yendlin 53' · Traore 59' · Johnson 74' | Reporte   | Hernández 22' | Asistencia: 20.520 espectadores Árbitro(s): Elmer Bonilla (El Salvador) | Asistencia: 20.520 espectadores Árbitro(s): Elmer Bonilla (El Salvador) |

#### Santos Laguna - Houston Dynamo
| 5 de marzo de 2013 | Houston Dynamo | 1:0 (0:0) | Santos Laguna | BBVA Compass Stadium, Houston                                        |                                                                      |
|                    | Davis 89'      | Reporte   |               | Asistencia: 17.454 espectadores Árbitro(s): Roberto Moreno, (Panamá) | Asistencia: 17.454 espectadores Árbitro(s): Roberto Moreno, (Panamá) |

| 13 de marzo de 2013 | Santos Laguna                          | 3:0 (2:0) | Houston Dynamo | Estadio TSM Corona, Torreón                                          |                                                                      |
|                     | Rodríguez 23' · Gómez 28' · Crosas 77' | Reporte   |                | Asistencia: 27.563 espectadores Árbitro(s): Roberto Moreno, (Panamá) | Asistencia: 27.563 espectadores Árbitro(s): Roberto Moreno, (Panamá) |

#### Los Angeles Galaxy - Herediano
| 7 de marzo de 2013 | Herediano | 0:0     | Los Angeles Galaxy | Eladio Rosabal Cordero, Heredia                                        |                                                                        |
|                    |           | Reporte |                    | Asistencia: 4.314 espectadores Árbitro(s): Courtney Campbell (Jamaica) | Asistencia: 4.314 espectadores Árbitro(s): Courtney Campbell (Jamaica) |

| 13 de marzo de 2013 | Los Angeles Galaxy                                    | 4:1 (1:0) | Herediano   | Home Depot Center, Los Ángeles                                      |                                                                     |
|                     | González 18' · Villareal 69' · Keane 83' · McBean 90' | Reporte   | Aguilar 85' | Asistencia: 8.284 espectadores Árbitro(s): Walter López (Guatemala) | Asistencia: 8.284 espectadores Árbitro(s): Walter López (Guatemala) |

#### Monterrey - Xelajú
| 6 de marzo de 2013 | Xelajú      | 1:3 (0:2) | Monterrey                            | Estadio Mario Camposeco, Quetzaltenango                              |                                                                      |
|                    | Estacuy 58' | Reporte   | Mier 9' · de Nigris 43' · Corona 76' | Asistencia: 4.553 espectadores Árbitro(s): Silviu Petrescu, (Canadá) | Asistencia: 4.553 espectadores Árbitro(s): Silviu Petrescu, (Canadá) |

| 12 de marzo de 2013 | Monterrey | 1:1 (0:1) | Xelajú     | Estadio Tecnológico, Monterrey                                        |                                                                       |
|                     | Ayovi 63' | Reporte   | Taylor 44' | Asistencia: 30.440 espectadores Árbitro(s): Marcos Daniel Brea (Cuba) | Asistencia: 30.440 espectadores Árbitro(s): Marcos Daniel Brea (Cuba) |

### Semifinales

#### Monterrey - Los Angeles Galaxy
| 3 de abril de 2013 | Los Angeles Galaxy | 1:2     | Monterrey                               | Home Depot Center, Los Ángeles                                      |                                                                     |
|                    | A.J. DeLaGarza 28' | Reporte | Humberto Suazo 82' · Aldo de Nigris 90' | Asistencia: 21745 espectadores Árbitro(s): Hugo Cruz Alvarado (COS) | Asistencia: 21745 espectadores Árbitro(s): Hugo Cruz Alvarado (COS) |

| 10 de abril de 2013               | Monterrey          | 1:0     | Los Angeles Galaxy | Estadio Tecnológico, Monterrey |                   |
|                                   | Aldo de Nigris 80' | Reporte |                    | Árbitro(s): 21745              | Árbitro(s): 21745 |
| Monterrey avanza a la Final (3-1) |                    |         |                    |                                |                   |

#### Santos Laguna - Seattle Sounders
| 2 de abril de 2013 | Seattle Sounders | 0:1 (0:0) | Santos Laguna | CenturyLink Field, Seattle                                                             |                                                                                        |
|                    |                  | Reporte   | Gómez 54'     | Asistencia: 21,057 espectadores Árbitro(s): Héctor Francisco Rodríguez Hernández (HON) | Asistencia: 21,057 espectadores Árbitro(s): Héctor Francisco Rodríguez Hernández (HON) |

| 9 de abril de 2013                    | Santos Laguna | 1:1 (1:0) | Seattle Sounders | Estadio TSM Corona, Torreón |  |
|                                       | Quintero 20'  | Reporte   | Neagle 73'       |                             |  |
| Santos Laguna avanza a la Final (2-1) |               |           |                  |                             |  |

### Final

#### Monterrey - Santos Laguna
| 24 de abril de 2013 | Santos Laguna | 0:0     | Monterrey | Estadio TSM Corona, Torreón                                                |                                                                            |
|                     |               | Reporte |           | Asistencia: 21.401 espectadores Árbitro(s): Roberto García Orozco (México) | Asistencia: 21.401 espectadores Árbitro(s): Roberto García Orozco (México) |

| 1 de mayo de 2013 | Monterrey                                                      | 4:2 (0:1) | Santos Laguna                          | Estadio Tecnológico, Monterrey                                                      |                                                                                     |
|                   | Aldo de Nigris 60' 87' · Neri Cardozo 84' · Humberto Suazo 90' | Reporte   | Darwin Quintero 38' · Felipe Baloy 50' | Asistencia: 33.667 espectadores Árbitro(s): Marco Antonio Rodríguez Moreno (México) | Asistencia: 33.667 espectadores Árbitro(s): Marco Antonio Rodríguez Moreno (México) |

#### Final - Ida
| 1     | POR   | Oswaldo Sánchez      |     |
| 4     | DEF   | Iván Estrada         |     |
| 19    | DEF   | Rafael Figueroa      |     |
| 20    | DEF   | Osmar Mares          |     |
| 23    | DEF   | Felipe Baloy         |     |
| 7     | MED   | Gerardo Lugo         | 77' |
| 8     | MED   | Juan Pablo Rodríguez |     |
| 17    | MED   | Rodolfo Salinas      | 85' |
| 3     | DEL   | Darwin Quintero      |     |
| 24    | DEL   | Oribe Peralta        | 53' |
| 64    | DEL   | Mario Cárdenas       |     |
| D. T. | D. T. | Pedro Caixinha       |     |

| 1     | POR   | Jonathan Orozco        |     |
| 3     | DEF   | Leobardo López         |     |
| 7     | DEF   | Edgar Solís            |     |
| 15    | DEF   | José Basanta           |     |
| 21    | DEF   | Hiram Mier             |     |
| 11    | MED   | Walter Ayovi           |     |
| 17    | MED   | Jesús Zavala           |     |
| 19    | MED   | César Delgado          |     |
| 9     | DEL   | Aldo de Nigris         | 79' |
| 14    | DEL   | Jesús Corona           | 67' |
| 26    | DEL   | Humberto Suazo         | 87' |
| D. T. | D. T. | Víctor Manuel Vucetich |     |

| 16 | Delantero      | Hérculez Gómez  | 53' |
| 10 | Centrocampista | Mauro Cejas     | 77' |
| 11 | Centrocampista | Néstor Calderón | 85' |

| 99 | Centrocampista | Gerardo Moreno     | 67' |
| 5  | Defensa        | Darvin Chávez      | 79' |
| 58 | Delantero      | Guillermo Madrigal | 87' |

| 00' · 00' · 00' | Iván Estrada Gerardo Lugo Darwin Quintero |

| 00' · 00' | Jesús Zavala Humberto Suazo |

| Expulsado · Otorgado · Expulsado | Sin expulsiones |

| 66' | César Delgado |

| Principal  | Roberto García Orozco      |
| Asistentes | Alberto Morín Méndez       |
|            | José Luis Camargo Callado  |
| Cuarto     | José Alfredo Peñaloza Soto |

| 1     | POR   | Oswaldo Sánchez      |     |
| 4     | DEF   | Iván Estrada         |     |
| 19    | DEF   | Rafael Figueroa      |     |
| 20    | DEF   | Osmar Mares          |     |
| 23    | DEF   | Felipe Baloy         |     |
| 7     | MED   | Gerardo Lugo         | 77' |
| 8     | MED   | Juan Pablo Rodríguez |     |
| 17    | MED   | Rodolfo Salinas      | 85' |
| 3     | DEL   | Darwin Quintero      |     |
| 24    | DEL   | Oribe Peralta        | 53' |
| 64    | DEL   | Mario Cárdenas       |     |
| D. T. | D. T. | Pedro Caixinha       |     |

| 1     | POR   | Jonathan Orozco        |     |
| 3     | DEF   | Leobardo López         |     |
| 7     | DEF   | Edgar Solís            |     |
| 15    | DEF   | José Basanta           |     |
| 21    | DEF   | Hiram Mier             |     |
| 11    | MED   | Walter Ayovi           |     |
| 17    | MED   | Jesús Zavala           |     |
| 19    | MED   | César Delgado          |     |
| 9     | DEL   | Aldo de Nigris         | 79' |
| 14    | DEL   | Jesús Corona           | 67' |
| 26    | DEL   | Humberto Suazo         | 87' |
| D. T. | D. T. | Víctor Manuel Vucetich |     |

| 16 | Delantero      | Hérculez Gómez  | 53' |
| 10 | Centrocampista | Mauro Cejas     | 77' |
| 11 | Centrocampista | Néstor Calderón | 85' |

| 99 | Centrocampista | Gerardo Moreno     | 67' |
| 5  | Defensa        | Darvin Chávez      | 79' |
| 58 | Delantero      | Guillermo Madrigal | 87' |

| 00' · 00' · 00' | Iván Estrada Gerardo Lugo Darwin Quintero |

| 00' · 00' | Jesús Zavala Humberto Suazo |

| Expulsado · Otorgado · Expulsado | Sin expulsiones |

| 66' | César Delgado |

| Principal  | Roberto García Orozco      |
| Asistentes | Alberto Morín Méndez       |
|            | José Luis Camargo Callado  |
| Cuarto     | José Alfredo Peñaloza Soto |

| 1     | POR   | Oswaldo Sánchez      |     |
| 4     | DEF   | Iván Estrada         |     |
| 19    | DEF   | Rafael Figueroa      |     |
| 20    | DEF   | Osmar Mares          |     |
| 23    | DEF   | Felipe Baloy         |     |
| 7     | MED   | Gerardo Lugo         | 77' |
| 8     | MED   | Juan Pablo Rodríguez |     |
| 17    | MED   | Rodolfo Salinas      | 85' |
| 3     | DEL   | Darwin Quintero      |     |
| 24    | DEL   | Oribe Peralta        | 53' |
| 64    | DEL   | Mario Cárdenas       |     |
| D. T. | D. T. | Pedro Caixinha       |     |

| 1     | POR   | Jonathan Orozco        |     |
| 3     | DEF   | Leobardo López         |     |
| 7     | DEF   | Edgar Solís            |     |
| 15    | DEF   | José Basanta           |     |
| 21    | DEF   | Hiram Mier             |     |
| 11    | MED   | Walter Ayovi           |     |
| 17    | MED   | Jesús Zavala           |     |
| 19    | MED   | César Delgado          |     |
| 9     | DEL   | Aldo de Nigris         | 79' |
| 14    | DEL   | Jesús Corona           | 67' |
| 26    | DEL   | Humberto Suazo         | 87' |
| D. T. | D. T. | Víctor Manuel Vucetich |     |

| 16 | Delantero      | Hérculez Gómez  | 53' |
| 10 | Centrocampista | Mauro Cejas     | 77' |
| 11 | Centrocampista | Néstor Calderón | 85' |

| 99 | Centrocampista | Gerardo Moreno     | 67' |
| 5  | Defensa        | Darvin Chávez      | 79' |
| 58 | Delantero      | Guillermo Madrigal | 87' |

| 00' · 00' · 00' | Iván Estrada Gerardo Lugo Darwin Quintero |

| 00' · 00' | Jesús Zavala Humberto Suazo |

| Expulsado · Otorgado · Expulsado | Sin expulsiones |

| 66' | César Delgado |

| Principal  | Roberto García Orozco      |
| Asistentes | Alberto Morín Méndez       |
|            | José Luis Camargo Callado  |
| Cuarto     | José Alfredo Peñaloza Soto |

| 1     | POR   | Oswaldo Sánchez      |     |
| 4     | DEF   | Iván Estrada         |     |
| 19    | DEF   | Rafael Figueroa      |     |
| 20    | DEF   | Osmar Mares          |     |
| 23    | DEF   | Felipe Baloy         |     |
| 7     | MED   | Gerardo Lugo         | 77' |
| 8     | MED   | Juan Pablo Rodríguez |     |
| 17    | MED   | Rodolfo Salinas      | 85' |
| 3     | DEL   | Darwin Quintero      |     |
| 24    | DEL   | Oribe Peralta        | 53' |
| 64    | DEL   | Mario Cárdenas       |     |
| D. T. | D. T. | Pedro Caixinha       |     |

| 1     | POR   | Jonathan Orozco        |     |
| 3     | DEF   | Leobardo López         |     |
| 7     | DEF   | Edgar Solís            |     |
| 15    | DEF   | José Basanta           |     |
| 21    | DEF   | Hiram Mier             |     |
| 11    | MED   | Walter Ayovi           |     |
| 17    | MED   | Jesús Zavala           |     |
| 19    | MED   | César Delgado          |     |
| 9     | DEL   | Aldo de Nigris         | 79' |
| 14    | DEL   | Jesús Corona           | 67' |
| 26    | DEL   | Humberto Suazo         | 87' |
| D. T. | D. T. | Víctor Manuel Vucetich |     |

| 16 | Delantero      | Hérculez Gómez  | 53' |
| 10 | Centrocampista | Mauro Cejas     | 77' |
| 11 | Centrocampista | Néstor Calderón | 85' |

| 99 | Centrocampista | Gerardo Moreno     | 67' |
| 5  | Defensa        | Darvin Chávez      | 79' |
| 58 | Delantero      | Guillermo Madrigal | 87' |

| 00' · 00' · 00' | Iván Estrada Gerardo Lugo Darwin Quintero |

| 00' · 00' | Jesús Zavala Humberto Suazo |

| Expulsado · Otorgado · Expulsado | Sin expulsiones |

| 66' | César Delgado |

| Principal  | Roberto García Orozco      |
| Asistentes | Alberto Morín Méndez       |
|            | José Luis Camargo Callado  |
| Cuarto     | José Alfredo Peñaloza Soto |

#### Final - Vuelta
| 1     | POR   | Jonathan Orozco        |     |
| 3     | DEF   | Leobardo López         |     |
| 5     | DEF   | Darvin Chávez          | 68' |
| 7     | DEF   | Edgar Solís            | 46' |
| 15    | DEF   | José Basanta           | 55' |
| 21    | DEF   | Hiram Mier             |     |
| 11    | MED   | Walter Ayovi           |     |
| 17    | MED   | Jesús Zavala           |     |
| 9     | DEL   | Aldo de Nigris         |     |
| 14    | DEL   | Jesús Corona           |     |
| 26    | DEL   | Humberto Suazo         |     |
| D. T. | D. T. | Víctor Manuel Vucetich |     |

| 1     | POR   | Oswaldo Sánchez      |     |
| 4     | DEF   | Iván Estrada         |     |
| 19    | DEF   | Rafael Figueroa      |     |
| 20    | DEF   | Osmar Mares          |     |
| 23    | DEF   | Felipe Baloy         |     |
| 7     | MED   | Gerardo Lugo         | 66' |
| 8     | MED   | Juan Pablo Rodríguez |     |
| 17    | MED   | Rodolfo Salinas      |     |
| 3     | DEL   | Darwin Quintero      | 81' |
| 24    | DEL   | Oribe Peralta        |     |
| 64    | DEL   | Mario Cárdenas       | 62' |
| D. T. | D. T. | Pedro Caixinha       |     |

| 58 | Delantero      | Guillermo Madrigal | 46' |
| 2  | Defensa        | Severo Meza        | 55' |
| 18 | Centrocampista | Neri Cardozo       | 68' |

| 16 | Delantero      | Hérculez Gómez | 62' |
| 6  | Centrocampista | Marc Crosas    | 66' |
| 10 | Centrocampista | Mauro Cejas    | 81' |

| 60' · 84' · 87' · 90' | Aldo De Nigris Neri Cardozo Aldo De Nigris Humberto Suazo | 1:2 2:2 3:2 4:2 |

| 38' · 50' | Darwin Quintero Felipe Baloy | 0:1 0:2 |

| 00' · 00' · 00' · 00' | Edgar Solís José Basanta Humberto Suazo Guillermo Madrigal |

| 00' · 00' · 00' | Felipe Baloy Oribe Peralta Hérculez Gómez |

| Expulsado · Otorgado · Expulsado | Sin expulsiones |

| Expulsado · Otorgado · Expulsado | Sin expulsiones |

| Principal  | Marco Antonio Rodríguez        |
| Asistentes | Marvin César Torrentera Rivera |
|            | Marcos Quintero Huitrón        |
| Cuarto     | Erim Ramírez Ulloa             |

| 1     | POR   | Jonathan Orozco        |     |
| 3     | DEF   | Leobardo López         |     |
| 5     | DEF   | Darvin Chávez          | 68' |
| 7     | DEF   | Edgar Solís            | 46' |
| 15    | DEF   | José Basanta           | 55' |
| 21    | DEF   | Hiram Mier             |     |
| 11    | MED   | Walter Ayovi           |     |
| 17    | MED   | Jesús Zavala           |     |
| 9     | DEL   | Aldo de Nigris         |     |
| 14    | DEL   | Jesús Corona           |     |
| 26    | DEL   | Humberto Suazo         |     |
| D. T. | D. T. | Víctor Manuel Vucetich |     |

| 1     | POR   | Oswaldo Sánchez      |     |
| 4     | DEF   | Iván Estrada         |     |
| 19    | DEF   | Rafael Figueroa      |     |
| 20    | DEF   | Osmar Mares          |     |
| 23    | DEF   | Felipe Baloy         |     |
| 7     | MED   | Gerardo Lugo         | 66' |
| 8     | MED   | Juan Pablo Rodríguez |     |
| 17    | MED   | Rodolfo Salinas      |     |
| 3     | DEL   | Darwin Quintero      | 81' |
| 24    | DEL   | Oribe Peralta        |     |
| 64    | DEL   | Mario Cárdenas       | 62' |
| D. T. | D. T. | Pedro Caixinha       |     |

| 58 | Delantero      | Guillermo Madrigal | 46' |
| 2  | Defensa        | Severo Meza        | 55' |
| 18 | Centrocampista | Neri Cardozo       | 68' |

| 16 | Delantero      | Hérculez Gómez | 62' |
| 6  | Centrocampista | Marc Crosas    | 66' |
| 10 | Centrocampista | Mauro Cejas    | 81' |

| 60' · 84' · 87' · 90' | Aldo De Nigris Neri Cardozo Aldo De Nigris Humberto Suazo | 1:2 2:2 3:2 4:2 |

| 38' · 50' | Darwin Quintero Felipe Baloy | 0:1 0:2 |

| 00' · 00' · 00' · 00' | Edgar Solís José Basanta Humberto Suazo Guillermo Madrigal |

| 00' · 00' · 00' | Felipe Baloy Oribe Peralta Hérculez Gómez |

| Expulsado · Otorgado · Expulsado | Sin expulsiones |

| Expulsado · Otorgado · Expulsado | Sin expulsiones |

| Principal  | Marco Antonio Rodríguez        |
| Asistentes | Marvin César Torrentera Rivera |
|            | Marcos Quintero Huitrón        |
| Cuarto     | Erim Ramírez Ulloa             |

| 1     | POR   | Jonathan Orozco        |     |
| 3     | DEF   | Leobardo López         |     |
| 5     | DEF   | Darvin Chávez          | 68' |
| 7     | DEF   | Edgar Solís            | 46' |
| 15    | DEF   | José Basanta           | 55' |
| 21    | DEF   | Hiram Mier             |     |
| 11    | MED   | Walter Ayovi           |     |
| 17    | MED   | Jesús Zavala           |     |
| 9     | DEL   | Aldo de Nigris         |     |
| 14    | DEL   | Jesús Corona           |     |
| 26    | DEL   | Humberto Suazo         |     |
| D. T. | D. T. | Víctor Manuel Vucetich |     |

| 1     | POR   | Oswaldo Sánchez      |     |
| 4     | DEF   | Iván Estrada         |     |
| 19    | DEF   | Rafael Figueroa      |     |
| 20    | DEF   | Osmar Mares          |     |
| 23    | DEF   | Felipe Baloy         |     |
| 7     | MED   | Gerardo Lugo         | 66' |
| 8     | MED   | Juan Pablo Rodríguez |     |
| 17    | MED   | Rodolfo Salinas      |     |
| 3     | DEL   | Darwin Quintero      | 81' |
| 24    | DEL   | Oribe Peralta        |     |
| 64    | DEL   | Mario Cárdenas       | 62' |
| D. T. | D. T. | Pedro Caixinha       |     |

| 58 | Delantero      | Guillermo Madrigal | 46' |
| 2  | Defensa        | Severo Meza        | 55' |
| 18 | Centrocampista | Neri Cardozo       | 68' |

| 16 | Delantero      | Hérculez Gómez | 62' |
| 6  | Centrocampista | Marc Crosas    | 66' |
| 10 | Centrocampista | Mauro Cejas    | 81' |

| 60' · 84' · 87' · 90' | Aldo De Nigris Neri Cardozo Aldo De Nigris Humberto Suazo | 1:2 2:2 3:2 4:2 |

| 38' · 50' | Darwin Quintero Felipe Baloy | 0:1 0:2 |

| 00' · 00' · 00' · 00' | Edgar Solís José Basanta Humberto Suazo Guillermo Madrigal |

| 00' · 00' · 00' | Felipe Baloy Oribe Peralta Hérculez Gómez |

| Expulsado · Otorgado · Expulsado | Sin expulsiones |

| Expulsado · Otorgado · Expulsado | Sin expulsiones |

| Principal  | Marco Antonio Rodríguez        |
| Asistentes | Marvin César Torrentera Rivera |
|            | Marcos Quintero Huitrón        |
| Cuarto     | Erim Ramírez Ulloa             |

| 1     | POR   | Jonathan Orozco        |     |
| 3     | DEF   | Leobardo López         |     |
| 5     | DEF   | Darvin Chávez          | 68' |
| 7     | DEF   | Edgar Solís            | 46' |
| 15    | DEF   | José Basanta           | 55' |
| 21    | DEF   | Hiram Mier             |     |
| 11    | MED   | Walter Ayovi           |     |
| 17    | MED   | Jesús Zavala           |     |
| 9     | DEL   | Aldo de Nigris         |     |
| 14    | DEL   | Jesús Corona           |     |
| 26    | DEL   | Humberto Suazo         |     |
| D. T. | D. T. | Víctor Manuel Vucetich |     |

| 1     | POR   | Oswaldo Sánchez      |     |
| 4     | DEF   | Iván Estrada         |     |
| 19    | DEF   | Rafael Figueroa      |     |
| 20    | DEF   | Osmar Mares          |     |
| 23    | DEF   | Felipe Baloy         |     |
| 7     | MED   | Gerardo Lugo         | 66' |
| 8     | MED   | Juan Pablo Rodríguez |     |
| 17    | MED   | Rodolfo Salinas      |     |
| 3     | DEL   | Darwin Quintero      | 81' |
| 24    | DEL   | Oribe Peralta        |     |
| 64    | DEL   | Mario Cárdenas       | 62' |
| D. T. | D. T. | Pedro Caixinha       |     |

| 58 | Delantero      | Guillermo Madrigal | 46' |
| 2  | Defensa        | Severo Meza        | 55' |
| 18 | Centrocampista | Neri Cardozo       | 68' |

| 16 | Delantero      | Hérculez Gómez | 62' |
| 6  | Centrocampista | Marc Crosas    | 66' |
| 10 | Centrocampista | Mauro Cejas    | 81' |

| 60' · 84' · 87' · 90' | Aldo De Nigris Neri Cardozo Aldo De Nigris Humberto Suazo | 1:2 2:2 3:2 4:2 |

| 38' · 50' | Darwin Quintero Felipe Baloy | 0:1 0:2 |

| 00' · 00' · 00' · 00' | Edgar Solís José Basanta Humberto Suazo Guillermo Madrigal |

| 00' · 00' · 00' | Felipe Baloy Oribe Peralta Hérculez Gómez |

| Expulsado · Otorgado · Expulsado | Sin expulsiones |

| Expulsado · Otorgado · Expulsado | Sin expulsiones |

| Principal  | Marco Antonio Rodríguez        |
| Asistentes | Marvin César Torrentera Rivera |
|            | Marcos Quintero Huitrón        |
| Cuarto     | Erim Ramírez Ulloa             |

|                   |
| Campeón Monterrey |
| Tercer título     |

## Goleadores
| Jugador                | Equipo                 | Goles |
| ---------------------- | ---------------------- | ----- |
| Carlos Darwin Quintero | Santos Laguna          | 6     |
| Nicolás Muñoz          | Isidro Metapán         | 6     |
| Humberto Suazo         | Monterrey              | 5     |
| Aldo de Nigris         | Monterrey              | 5     |
| Alan Pulido            | Tigres                 | 4     |
| Jack McBean            | Los Angeles Galaxy     | 4     |
| Edgar Chinchilla       | Xelajú Mario Camposeco | 4     |

- Última actualización: 1 de mayo de 2013.
- Estadísticas

## Estadísticas
| Equipo | Equipo                | Pts | PJ | PG | PE | PP | GF | GC | Dif | Rend   |
| ------ | --------------------- | --- | -- | -- | -- | -- | -- | -- | --- | ------ |
| 1      | Monterrey             | 26  | 10 | 8  | 2  | 0  | 25 | 5  | 20  | 86.66% |
| 2      | Santos Laguna         | 20  | 10 | 6  | 2  | 2  | 20 | 7  | 13  | 66.66% |
| 3      | Los Angeles Galaxy    | 16  | 8  | 5  | 1  | 2  | 16 | 9  | 7   | 66.66% |
| 4      | Seattle Sounders      | 14  | 8  | 4  | 2  | 2  | 17 | 8  | 9   | 58.33% |
| 5      | Tigres                | 11  | 6  | 3  | 2  | 1  | 14 | 6  | 8   | 61.11% |
| 6      | Houston Dynamo        | 11  | 6  | 3  | 2  | 1  | 10 | 6  | 4   | 61.11% |
| 7      | Herediano             | 11  | 6  | 3  | 2  | 1  | 5  | 5  | 0   | 61.11% |
| 8      | Xelajú                | 8   | 6  | 2  | 2  | 2  | 9  | 10 | -1  | 44.44% |
| 9      | Guadalajara           | 7   | 4  | 2  | 1  | 1  | 7  | 3  | 4   | 58.33% |
| 10     | Real Salt Lake        | 7   | 4  | 2  | 0  | 1  | 3  | 1  | 2   | 58.33% |
| 11     | Alajualense           | 7   | 4  | 2  | 1  | 1  | 4  | 7  | -3  | 58.33% |
| 12     | Toronto               | 6   | 4  | 2  | 0  | 2  | 9  | 5  | 4   | 50%    |
| 13     | Municipal             | 6   | 4  | 2  | 0  | 2  | 4  | 6  | -2  | 50%    |
| 14     | Olimpia               | 5   | 4  | 1  | 2  | 1  | 6  | 4  | 2   | 41.66% |
| 15     | Marathón              | 4   | 4  | 1  | 1  | 2  | 5  | 7  | -2  | 33.33% |
| 16     | Puerto Rico Islanders | 4   | 4  | 1  | 1  | 2  | 4  | 7  | -3  | 33.33% |
| 17     | Isidro Metapán        | 3   | 4  | 1  | 0  | 3  | 7  | 12 | -5  | 25%    |
| 18     | FAS                   | 3   | 4  | 1  | 0  | 3  | 3  | 11 | -8  | 25%    |
| 19     | W Connection          | 2   | 4  | 0  | 2  | 2  | 5  | 10 | -5  | 16.66% |
| 20     | Caledonia AIA         | 1   | 4  | 0  | 1  | 3  | 3  | 8  | -5  | 8.33%  |
| 21     | Real Estelí           | 1   | 4  | 0  | 1  | 3  | 1  | 7  | -6  | 8.33%  |
| 22     | Tauro                 | 0   | 4  | 0  | 0  | 4  | 1  | 6  | -5  | 0%     |
| 23     | Chorrillo             | 0   | 4  | 0  | 0  | 4  | 2  | 15 | -13 | 0%     |
| 24     | Águila                | 0   | 4  | 0  | 0  | 4  | 1  | 17 | -16 | 0%     |

* Última actualización: 1 de mayo de 2013.